# NGC 7580
NGC 7580 este o galaxie spirală situată în constelația Pegas. A fost descoperită în 25 septembrie 1886 de către Lewis A. Swift. Se află la o distanță de 60,08 de megaparseci de Pământ.